# 通汇桥
31°35′13″N 120°17′39″E / 31.58701°N 120.29407°E
通汇桥，是位于中华人民共和国江苏省无锡市梁溪区通汇路的一座大桥，跨京杭大运河支流东青河。

## 特点
通汇桥位于通汇路与后竹场巷之间。1918年，通汇桥建成，由祝大椿出资筹建，是无锡当地粮行集散地之一。莲蓉桥至通汇桥沿河段为前竹场巷，为清朝民国时期的无锡金融街。抗日战争期间，由于日军攻入无锡，粮行受到重创。1970年，改为单孔双曲拱桥。2006年重建。